# Sobrado (edificio)

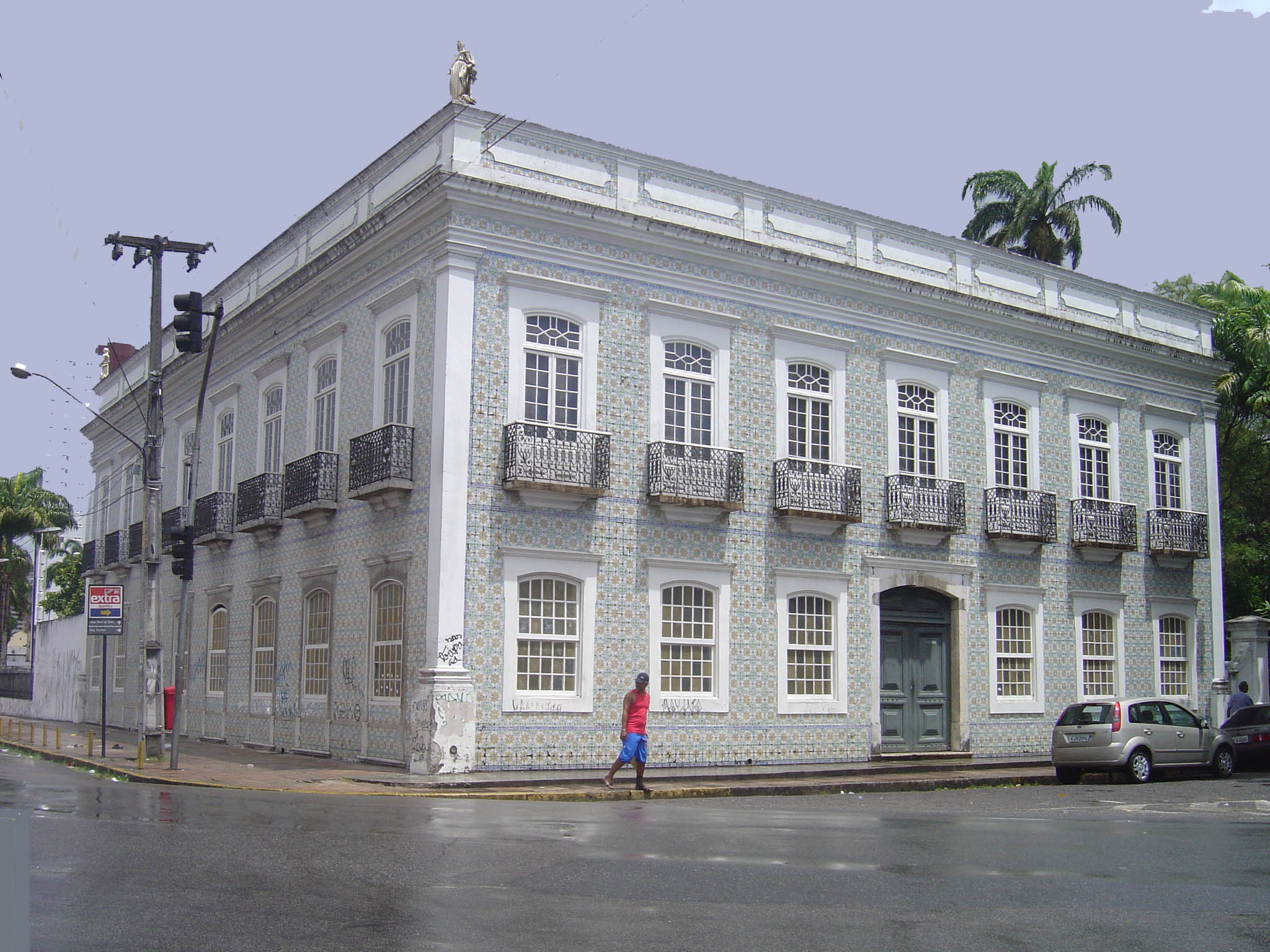
Sobrado da Madalena, Recife.

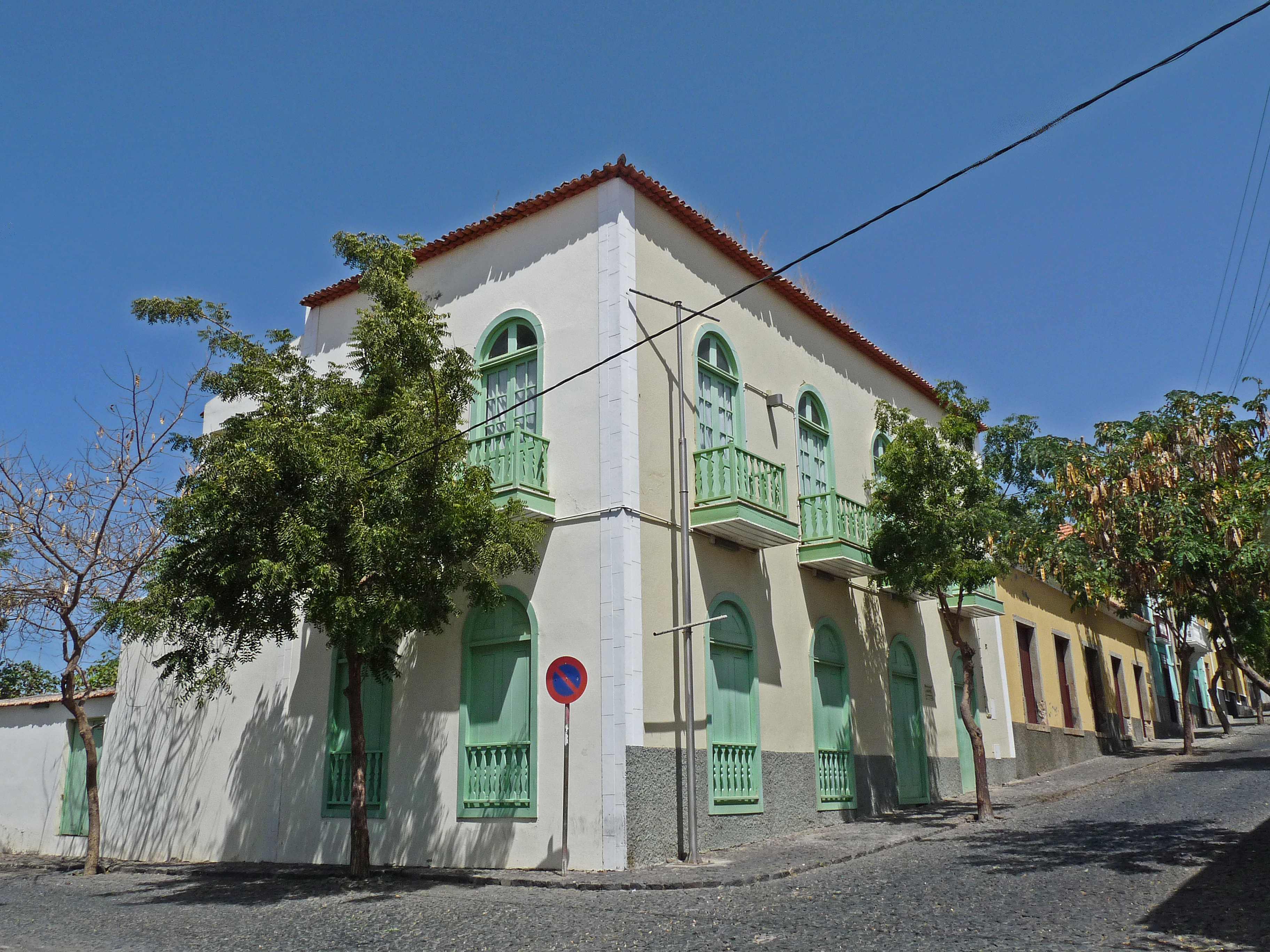
Museu Municipal de São Filipe, en lo que fue una casa de estilo sobrado, uno de los más destacados de Cabo Verde.

Un sobrado, del gallego y portugués antiguos (desde siglo XIII en las Cantigas de Santa María , "piso" o "cuarto alto en una casa", ha venido a definir un tipo de edificación con dos o más pisos con una superficie construida relativamente grande. Se convirtió preferentemente en un tipo de casa de la época colonial portuguesa, típico de Brasil y otras antiguas colonias portuguesas.
En la época del Brasil colonial, los sobrados eran las residencias de los señores en las ciudades y marcaron el inicio de una tímida urbanización del Brasil, sobre todo en la antigua capital de Brasil, Salvador. También se encuentran en Cabo Verde, particularmente en São Filipe, en la isla de Fogo, y en Angola, en Luanda.
En el período anterior, existía un antagonismo entre la casa-grande y la senzala, mientras que los sobrados se oponían a las cabañas (mucambos), que eran las viviendas de los estratos más pobres de la sociedad.
El término surgió de manera natural a partir de los sobrados construidos en las ciudades mineras (especialmente durante la fiebre del oro en Brasil), generalmente caracterizados por una topografía típicamente llamada 'mar de colinas': las construcciones eran realizadas desde el nivel más alto de las calles, por lo que quedaba 'un espacio sobrante' debajo de la planta principal de la edificación. Con el tiempo, este nivel inferior pasó a ser considerado la planta baja, llegando a caracterizar las casas de dos pisos o "sobrados".
Actualmente, se da el nombre de sobrado a cualquier casa con más de un piso, incluso aunque fuese un local comercial.
Se puede considerar también que es una forma equivalente a la casa petit hôtel angloamericana, particularmente a la casa criolla de Luisiana, caracterizada típicamente por dos pisos con balcón.